# Tzéélim

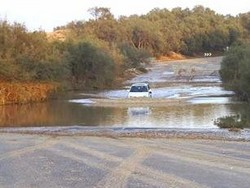
le pont de Zeelim inondé sur la rivière Bésor (5 septembre 2011)

Tzéélim (צאלים) est un kibboutz situé dans le Néguev, dans le district sud d'Israël, au sud-est du carrefour Maguen et au sud-ouest d'Ofaqim. Il dépend du conseil régional d'Eshkol.
Tzéélim est fondé en 1947 par un groupe dont les membres sont issus des mouvements Gordonia, Hashomer Hatzaïr et Betar. Son nom provient des nombreux jujubiers ("Tzéélim" en hébreu) présents dans la région. Il sert de base aux forces de Tsahal durant la guerre israélo-arabe de 1948.
Le kibboutz s'étend sur une surface de 24 500 dounam et compte 300 membres. Son activité agricole est basée sur la culture de céréales, de vergers, de mangos et de plantes fourragères, une étable et un poulailler.
La rivière Bésor passe à côté du kibboutz de Tzéélim.
Près du kibboutz, de chaque côté de la route reliant Tzéélim à Urim, l'archéologue Rudolph Cohen découvre dans les années 1980, des vestiges préhistoriques. Tout proche du cimetière de Tzéélim, les vestiges d'une implantation du Xe siècle av. J.-C. sont mis au jour par l'archéologue Goufna.

## Communications

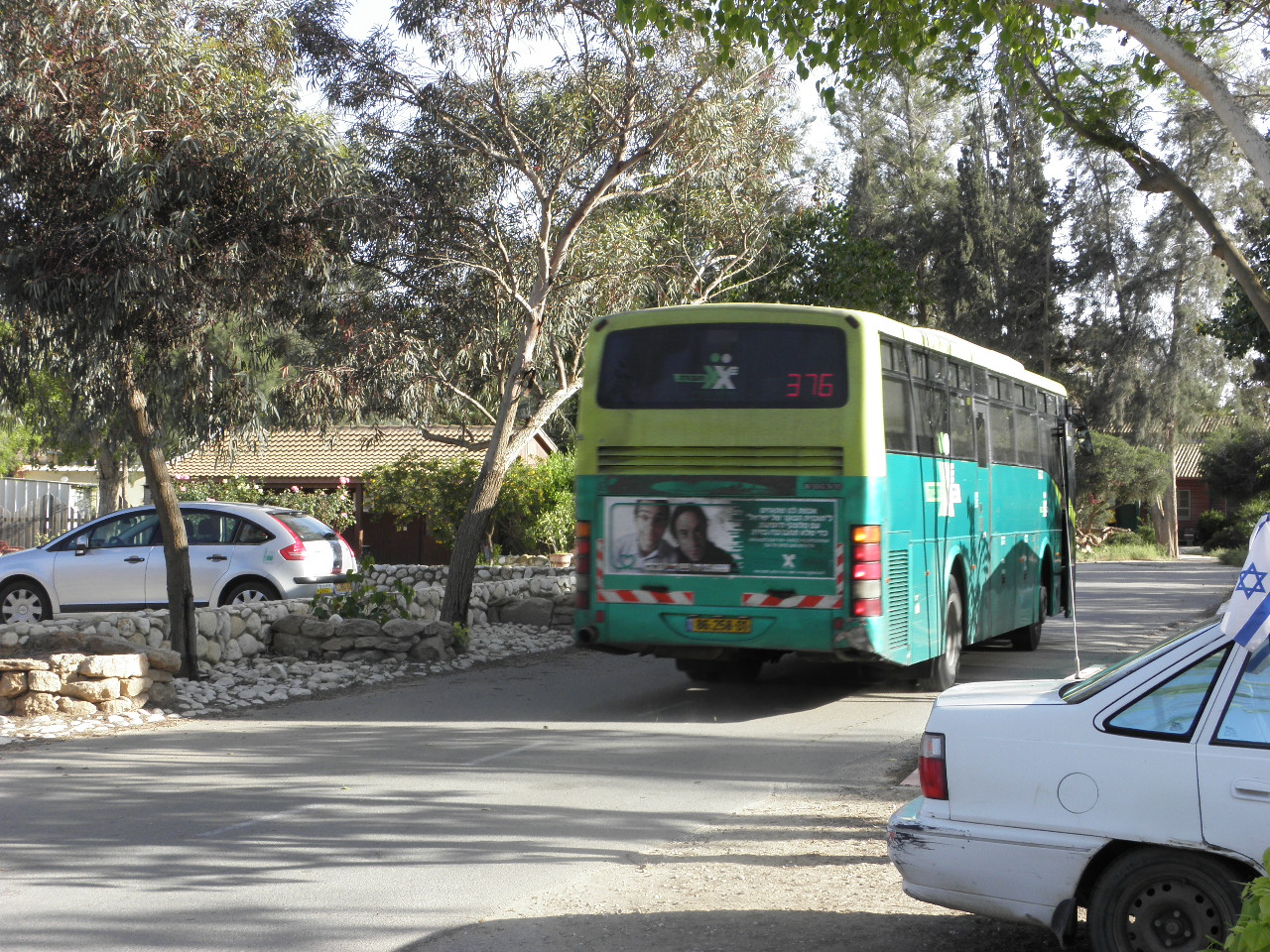
Bus 376 à Tze'elim.

Tzéélim est relié à Tel Aviv par la ligne de bus Egged no 376 et à Beer-Sheva par les lignes 30 (omnibus) et 130 (direct).